# 铜井站
铜井站是位于江苏省南京市江宁区铜井镇的一个铁路车站，邮政编码211162。车站建于1936年，有宁铜铁路经过该站，现仅办理货运，不办理客运业务，车站及其上下行区间均未电气化。车站距离南京西站68公里，隶属中国铁路上海局集团有限公司，是四等站。
宁芜铁路南京市区段改线工程实施后，本站将被撤销。

## 历史
本站原本建于一山坡之上，站舍为3间灰色砖瓦房，候车室面积约50平方米。在1994年3月的线路整修中，将本站的土坡削平，将铁路线路坡度降低，以提高经过该站的列车的行驶速度；并在原有站房的西侧，新建了3间粉色站房设施，而原有站舍则成为驻站工作人员的宿舍。